# ديفيد تشيلتون
ديفيد تشيلتون هو مستثمر كندي، ولد في 27 أكتوبر 1961 في سارنيا في كندا.

## وصلات خارجية
- ديفيد تشيلتون على موقع IMDb (الإنجليزية)